# Chuenga
José Eduardo Pastor, alias Chuenga, fue un vendedor ambulante que llegó a convertirse en conspicuo habitante de Buenos Aires. 
Chuenga vendía caramelos que él mismo fabricaba junto con su esposa Victoria Strozzo y que recibían el mismo apelativo que su sobrenombre, chuenga (deformación de la expresión inglesa chewing-gum, «goma de mascar», y que anunciaba al grito de «chuenga, chuenga, chuenga a-a-a»). Solía trabajar en espectáculos deportivos (partidos de fútbol, veladas de box, etc.), en parques y frente a colegios. El producto que vendía Chuenga allí donde iba consistía en unos caramelos artesanales, envueltos generosamente en papel, y que entregaba a puñados por una cantidad accesible de dinero.
Gracias a su personalidad y atuendo extravagantes llegó a ser tan popular durante las décadas de 1930 al 1960, que distintos creadores utilizaron su figura como parte de sus trabajos. Por ejemplo, en la revista ya desaparecida Mundo Argentino siempre aparecía en alguna de las viñetas cómicas dibujadas por Héctor Tomás Rodríguez como personaje secundario, de fondo, vendiendo sus golosinas al grito característico. También ha sido mencionado en distintas letras de tango y en poesía lunfarda.
En 2011, una iniciativa en la Legislatura de la Ciudad Autónoma de Buenos Aires posibilitó que al año siguiente, 2012, se le concediera un espacio en el Recinto de las Personalidades del Cementerio de la Chacarita, junto a una placa con el siguiente texto:

HOMENAJE DE LA LEGISLATURA DE LA CIUDAD AUTÓNOMA DE BUENOS AIRES A FRANCISCO JOSÉ PASTOR —CHUENGA— TIERNO Y DULCE PERSONAJE PORTEÑO

23/8/1915 - 3/12/1984